# وسلی ناد لوژنیتسی
وسلی ناد لوژنیتسی (به چکی: Veselí nad Lužnicí) یک منطقهٔ مسکونی و شهرستان دارای شهرک سابقاً روستا در جمهوری چک است که در شهرستان تابور واقع شده‌است.
 وسلی ناد لوژنیتسی  ۶٬۵۹۸ نفر جمعیت دارد.